# Dwór Muszyn w Gorzanowie
Dwór Muszyn w Gorzanowie – zabytkowy dwór wybudowany w XVI w. w Gorzanowie, w przysiółku Muszyn, należący dawniej do rodu von Moschen.

## Położenie
Dwór położony jest na wschodnim brzegu Nysy Kłodzkiej, na południe od centrum wsi i zespołu pałacowego, w północnej pierzei dawnego folwarku, obecnie przy ulicy Bystrzyckiej 8.

## Historia
Dwór został zbudowany około 1579 roku z inicjatywy Hansa von Moschena jako główna siedziba jego rodu – von Moschen. W 1617 r. został on strawiony przez pożar, po czym został odbudowany wraz z pobliskim folwarkiem. Nie wiadomo jednak, czy nadal pełnił on siedzibę tego szlacheckiego rodu, ponieważ już w źródłach z 1622 r. jako taki nie był wymieniany. Po konfiskacie dóbr von Moschenom w 1625 r., dwór przeszedł na własność barona Johanna Arbogasta von Annenberga, a następnie należał do rodziny von Herbersteinów oraz ich następców i był wykorzystywany przez zarządców majątku. W 1812 r. budynek został znacznie przebudowany. Po zakończeniu II wojny światowej  był przejęty przez władze polskie. W kolejnych latach ulegał postępującej dewastacji. Obecnie obiekt nie jest zamieszkały, a jego stan techniczny określany jest jako zły.

## Architektura
Dwór Muszyn w Gorzanowie jest budowlą dwukondygnacyjną, założoną na planie prostokąta, z dwu- i trzytraktowym wnętrzem i przelotną sienią na osi. Przykrycie w postaci wysokiego, czterospadowego dachu pochodzi z okresu przebudowy z XIX wieku. Obiekt zachował oryginalny rozkład osi okiennych, kamienny główny portal, ozdobiony rozetami i lustrzanymi boniami, a we wnętrzach parteru – sklepienia kolebkowe i żagliste. Skromy wystrój elewacji w postaci klasycystycznych gzymsów nad oknami pochodzi także z okresu wielkiej przebudowy.

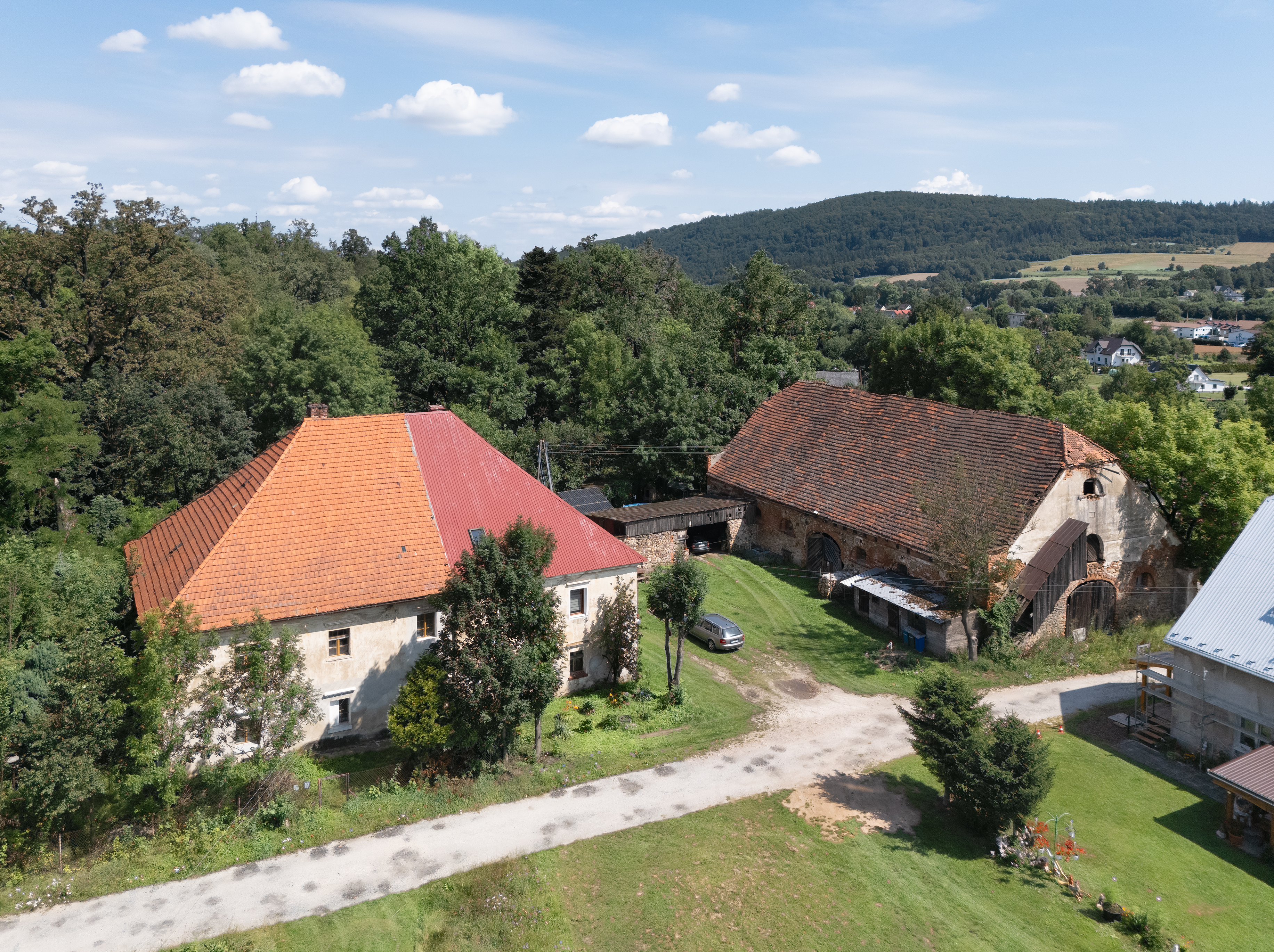
Dwór Muszyn w Gorzanowie
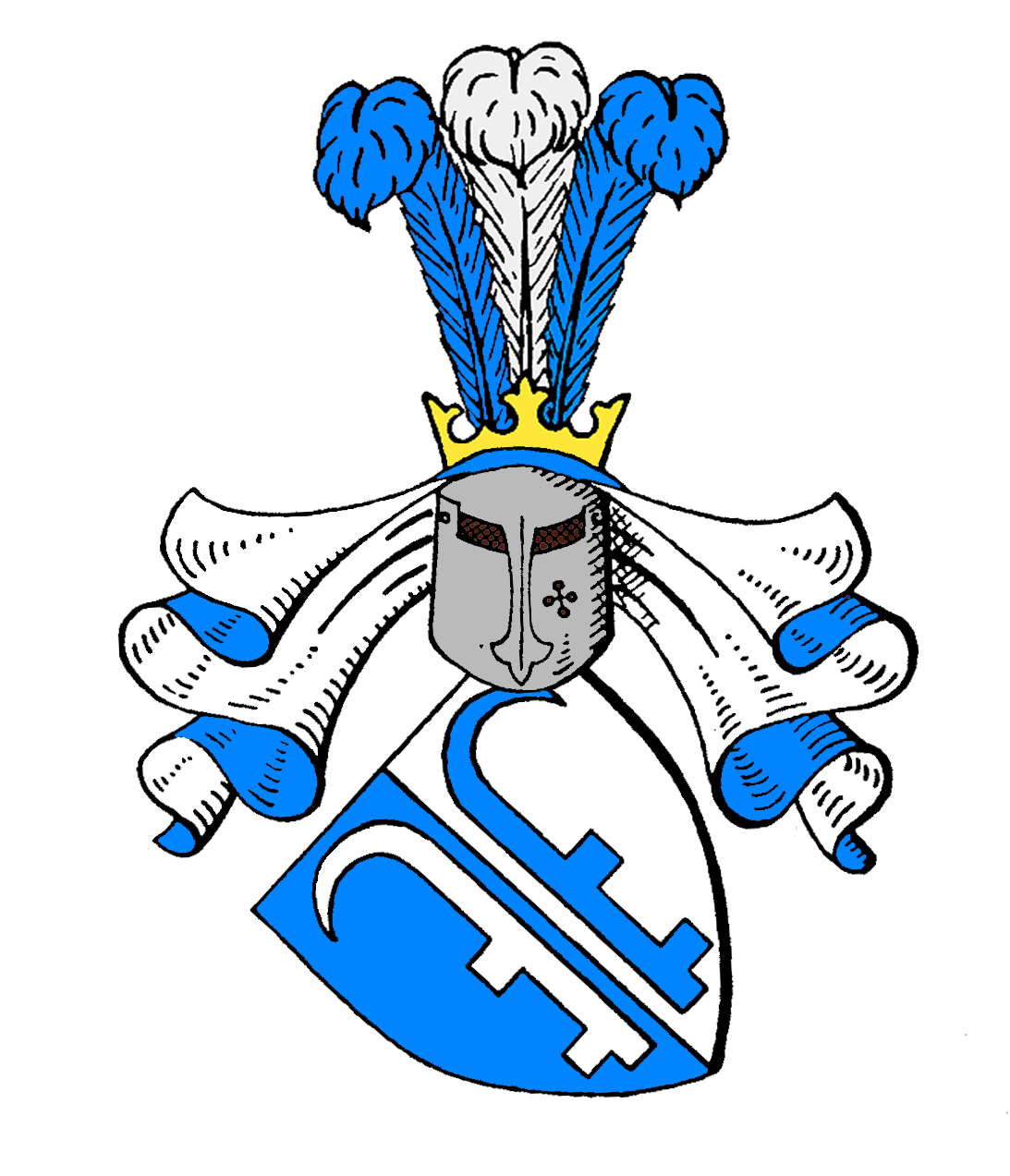
Herb Moschen
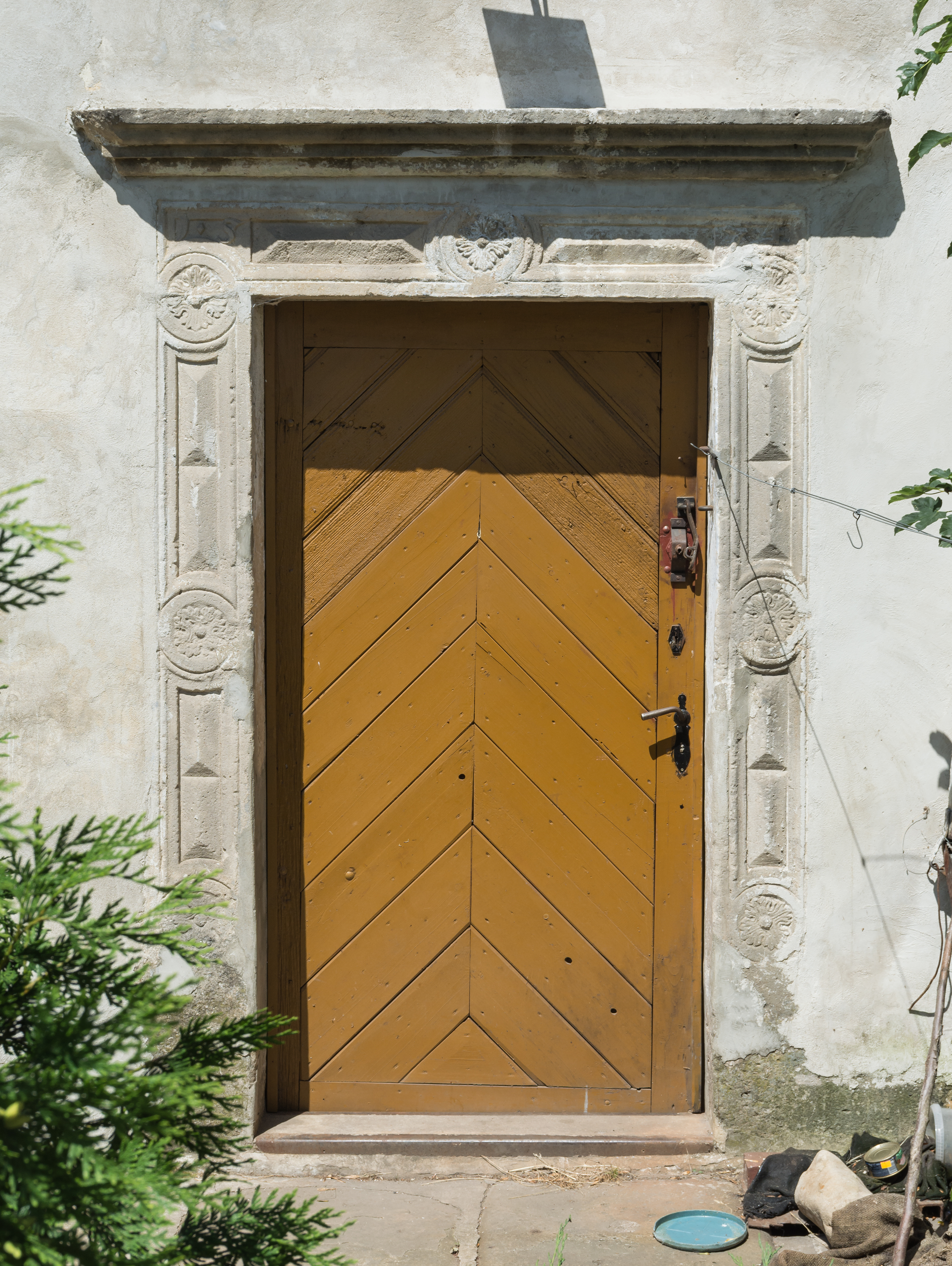
Portal z rokiem 1571